# فرانک بیکر
فرانک بیکر (انگلیسی: Frank Baker؛ ‏ ۱۱ اکتبر ۱۸۹۲ – ۳۰ دسامبر ۱۹۸۰) بازیگر، بدل‌کار اهل استرالیا بود. او در ۱۷ فیلم به کارگردانی جان فورد نقش‌آفرینی نمود.
از فیلم‌هایی که وی در آن نقش داشته‌است، می‌توان به ماجراهای جدید تارزان، ساده‌لوح در آکسفورد، داناوانز ریف، تختخواب سحرآمیز، ماری اسکاتلند اشاره کرد.